# Сербосек
Сербо́сек (хорв. Srbosjek, серб. Србосек (экавский тип произношения), Србосјек (иекавский, или екавский тип произношения); дословно: «Серборе́з») — клинок на грубой кожаной рукавице.
Применялся хорватскими усташами. Имел рукоятку, надевавшуюся на руку. «Серборезы» не имели устоявшейся формы, она могла изменяться от переделанной косы до качественных фабричных клинков длиннее 30 см. 
Нож для снопов (нем. Garbenmesser), использовавшийся в качестве сербосека и ставший прототипом для специализированных кустарных и фабричных аналогов, выпускался с 1926 года немецкой фирмой Gebrüder Gräfrath в городе Золингене, имел мирное сельскохозяйственное назначение и длину клинка 5–7 см.
Новый вариант «сербосека» был разработан после проведения хорватским правительством Анте Павелича специального конкурса по вопросу: какой нож следует изготовить, чтобы палачи могли убивать людей как можно быстрее и при этом как можно меньше уставали.
Партия «серборезов» была изготовлена в ходе Второй мировой войны фабрикой в немецком городе Золингене по специальному заказу правительства Независимого государства Хорватия. Ножи из этой партии использовались для массового убийства сербов в концентрационном лагере Ясеновац и других местах.
Никола Николич описывает сербосек, попавший в руки югославских партизан, как имеющий 12-сантиметровый клинок и лезвие на внешней стороне.
В концентрационном лагере Ясеновац происходили соревнования по скорости убийства «сербосеком». По данным американского исследователя Говарда Блюма, победитель одного из соревнований Петар Брзица за ночь зарезал 1300 сербов (по другим данным — 1360).